# Projekt Delta (Nizozemska)
Projekt Delta (niz. Deltawerken) je niz građevinskih konstrukcija, koji uključuje brane, ustave, pregrade i nasipe, kojim se zaštićuje velik dio morske obale i riječnih delta Rajne, Meuse i Scheldt, u Nizozemskoj. Projekt je trajao preko 30 godina, ali se nastavlja zbog opasnosti od porasta razine mora i klimatskih promjena. Cilj ovog projekta skratiti nizozemsku morsku obalu, a time i smanjiti duljinu gradnje morskih nasipa. Podignuto je oko 3000 km morskih nasipa i oko 10 000 km unutrašnjih nasipa (rijeke i kanali).
Projekt Delta, zajedno s projektom Zuiderzeeom, smatra se jednim od Sedam svjetskih modernih čuda, prema Američkom društvu građevinskih inženjera.

## Povijest
Estuariji rijeka Rajne, Meuse i Scheldt, bili su kroz stoljeća izložena poplavama. Nakon što je 1933. izgrađena glavna željeznička pruga i cesta duž morske obale, Nizozemci su počeli graditi brane u riječnim deltama Rajne i Meuse (niz. Maas). Cilj je bio skratiti morsku obalu i stvoriti umjetno slatkovodno jezero. 
Zadnja velika poplava se dogodila 1953., kada je snažna oluja razrušila nekoliko nasipa na jugozapadu Nizozemske i više od 1800 ljudi se utopilo. Nizozemska vlada odlučuje otvoriti radove, pod nazivom projekt Delta, kojim bi se nizozemska obala zaštitila od budućih poplava. 
Plan je bio zatvoriti estuarije Rijeka branama, tako da bi se dužina morskih nasipa smanjila za oko 640 km. Na branama je postavljeno dvoje metalnih vrata, da brodovi mogu uploviti u luke Rotterdam i Antwerpen (Anvers).  
Najvažniji dio projekta Delte bio je zaštititi obalni dio pokrajine Južne Holandije, u kojoj živi oko 4 milijuna ljudi ispod razine mora. Ako bi more to područje poplavilo, vrlo je mala vjerojatnost da bi ljudi na vrijeme uspjeli napustiti ugroženo područje. 
Danas se ti nasipi nadograđuju, zbog opasnosti od porasta razine more i klimatskih promjena. Planira se završiti s nadogradnjom 2017. Planirano je da nasipi štite morsku obalu od porasta razine mora od 1,3 metra do 2100., te porasta razine mora od 4 metra do 2200.